# Laterna Magika

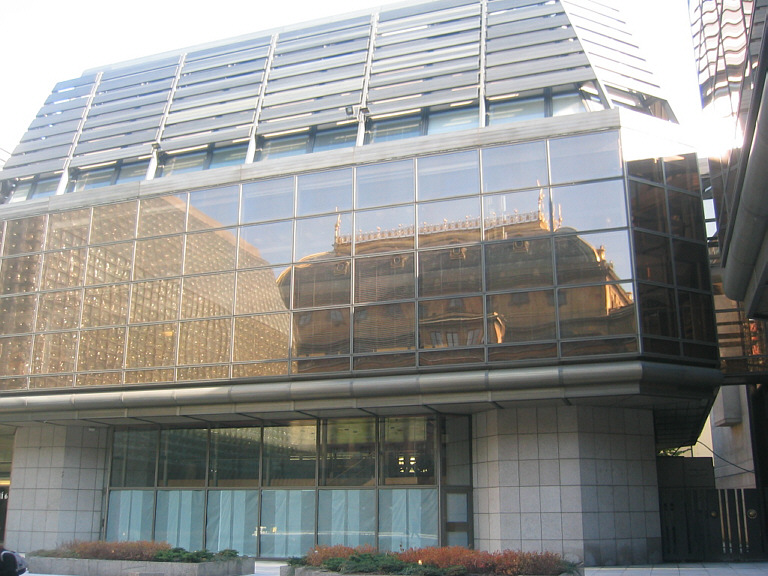
Laterna Magika

Laterna Magika é um teatro não-verbal estabelecido em Praga, Tchéquia, cujas origens vêm da Expo '58 de Bruxelas. As apresentações artísticas são compreensíveis para quaisquer pessoas, de qualquer nacionalidade, pois são silenciosas. As performances combinam dança, cinema e teatro de fundo negro. Laterna Magika é uma dos mais visitadas locações turísticas de Praga, sendo considerado um ponto chave no desenvolvimento do moderno teatro Tcheco.
O Diretor Alfréd Radok e o cenógrafo Josef Svoboda, apresentaram sua forma teatral bem peculiar e inovadora em Bruxelas e chamaram-na de Laterna Magika (Lanterna Mágica). Em essência se trata de um projeto que conecta de forma irrepreensível e precisamente sincronizada  técnicas de cinema e de teatro, uma nova forma de “mídia”. Radok e Svoboda usaram a chamada “polyekran” (projeção paralela de telas múltiplas) sincronizando elementos individuais de teatro (atores, cenário) e de cinema, para gerar performances fantásticas, quase irreais, com esses recursos multi-gênero.
Após o final da exibição em Bruxelas, o programa foi transferido para Praga, para implementar uma nova cena experimental. No início, entre 1958 e 1960, ficou estabelecida junto Teatro Nacional de Praga, porém, mais tarde passou a se apresentar em outras casas teatrais de Praga.
Para que se tenha uma ideia do tipo de espetáculo apresentado, descreve-se aqui um típico “shetch” do show: no palco, ocupando cerca de 1/3 da largura desse palco, há uma parede (uma tela que se estende do piso ao teto do cenário) atrás da qual um ator patina velozmente de um lado para outro do cenário, contra um fundo negro. Na tela é projetada a ação do mesmo ator a patinar. É absolutamente perfeita a coordenação, o sincronismo, das duas ações (projeção, patinação real). Quando o ator patinando passa por trás da tela, o que é projetado na mesma está em perfeito sincronismo, há uma perfeita continuidade.
Um significativo número de conhecidas personalidades, diretores, cromógrafos, assessores dramáticos e compositores (tais como Rudolf Rokl, Jiří Šlitr, Oldřich František Korte, Zdeněk Mahler, entre outros) cooperaram no desenvolvimento dos princípios da “Laerna Mágika”. Outros que cooperaram foram Miloš Forman, Jiří Trnka, Ján Kadár, Elmar Klos, Ján Roháč, Jiří Srnec, Jan Švankmajer e Juraj Jakubisko. Durante cerca de 50 anos da existência da Companhia, cerca de 30 performances foram criadas, o grupo fez turnês pelo mundo (inclusive no Brasil, nos anos 70) com esse magníficos projetos experimentais.